# Station Błotnica Strzelecka
Station Błotnica Strzelecka is een spoorwegstation in de Poolse plaats Błotnica Strzelecka.